# Karel Ignác z Clary-Aldringenu
Karel Ignác z Clary-Aldringenu (německy Karl /Carl/ Ignaz Graf von Clary und Aldringen, 5. listopadu 1729, Praha - 6. června 1791, Vídeň) byl česko-rakouský šlechtic z rodu Clary-Aldringenů, prezident c.k. korunní domény Temešského banátu a předseda Banátského horského ředitelství.

## Život
Karel Ignác z Clary a Aldringenu se narodil v Praze jako syn Josefa Šebestiána z Clary-Aldringenu ze starého českého šlechtického rodu s původem ve Florencii. 
V roce 1752 byl jmenován apelačním radou a poté byl hejtmanem v Rakovnickém kraji. Vlastnil panství Nová Bystřice, byl zástavním držitelem panství Jetřichovice v Čechách, Sankt Petersberg v údolí Innu a Neuberg am Rhein v Tyrolsku. Zastával úřady císařského komorníka, skutečného tajného rady a českého guberniální rady.
Karel Ignác z Clary-Aldringenu byl též nejvyšším mincmistrem v Čechách. 
V roce 1769 se stal prezidentem státní správy Temešského banátu a Banátského horského ředitelství. Během jeho předsednictví byl Charlottenburg osídlen německými kolonisty a pojmenován po jeho manželce Charlotte.  Osídlil místa Clary, která byla po něm pojmenována, Bečkerek (1772) a Kikindu (1774) a Rácko. 
Jako předseda státní správy zavedl přerozdělení pozemků tak, aby každý dům dostal 32 jiter. Nechal také zhotovit mapy s přesnou polohou každého místa a mapy všech vesnic s pozemky k nim patřících. Ty zobrazovaly již rozdan,é stávající a budoucí pozemky, což umožnilo přesně stanovit roční daně. 
V roce 1774 se hrabě Clary vzdal svého prezidentského úřadu. V úřadu ho následoval Josef Brigido. 